# 五分摩訶将棋
五分摩訶将棋（ごふんまかしょうぎ）は、現代の変形将棋の一種である。NOST (kNights Of the Square Table) グループの Kerry Handscomb が「Micro Shogi」の英名をつけた。
後述のように、大山康晴はこのゲームを認知していたとされる。1982年にはすでに発明されていたゲームである。

## ルール

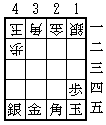
五分摩訶将棋の初期配置図

- 盤面は横4マス、縦5マスで、初期状態では右図のように駒を配置する。
- 駒は次の5種類。裏は通常の将棋の成り駒と異なり、別の種類の駒となる。
  - 玉将：成らない。
  - 角行：と金に成る。
  - 金将：飛車に成る。
  - 銀将：香車に成る。
  - 歩兵：桂馬に成る。
- 自陣・敵陣の区別はなく、相手の駒を取ったときに成る。成り駒で相手の駒を取ったときは元の駒に戻る。
- 取った駒を打つことができる。表裏どちらの側でも打つことができる。
- 将棋と同様、相手の玉将を詰めたほうが勝ちである。
- 打ち歩詰め、二歩は禁止されていない。

## 大山康晴と五分摩訶将棋
大山康晴十五世名人は将棋の普及のために、小型の将棋を作ったとされる。越智信義の『将棋の博物誌』によると、大山と越智が将棋の普及のあり方について話をしたときに、大山から示されたのがこの将棋であるという。
同書では五分摩訶将棋のほか、作家の斎藤栄、将棋棋士の芹沢博文のそれぞれが考案した小型将棋および、5五将棋も紹介されている。